# Margaret River Airport
Margaret River Airport är en flygplats i Australien. Den ligger i kommunen Augusta-Margaret River Shire och delstaten Western Australia, omkring 230 kilometer söder om delstatshuvudstaden Perth.
Runt Margaret River Airport är det mycket glesbefolkat, med 3 invånare per kvadratkilometer.. Närmaste större samhälle är Margaret River, nära Margaret River Airport.
I omgivningarna runt Margaret River Airport växer i huvudsak städsegrön lövskog. Genomsnittlig årsnederbörd är 1 201 millimeter. Den regnigaste månaden är maj, med i genomsnitt 210 mm nederbörd, och den torraste är januari, med 9 mm nederbörd.